# المحفد العالي (يريم)

تعديل مصدري - تعديل

المحفد العالي محلة تابعة لقرية المحفد، التابعة لعزلة خودان بمديرية يريم إحدى مديريات محافظة إب في الجمهورية اليمنية.، بلغ تعداد سكانها 184 حسب تعداد اليمن لعام 2004.